# Varga Mihály (kanonok)
Zámolyi Varga Mihály (Sopron, 1834. október 20. – Pozsony, 1906. április 17.) prépost-kanonok.

## Élete
A gimnáziumot Kőszegen, Szombathelyt és Nagyszombatban végezte, a teológiát 1853-tól a bécsi Pázmáneumban. Fölszenteltetett 1857. július 27-én Segédlelkész volt Hédervárt két évig. 1864. október 20-án zámolyi plébános lett, 1879-ben alesperes, 1882-ben Esztergom-vízivárosi plébános; 1888. február 12-én a nagyszombati, 1889. december 20-án a pozsonyi káptalan tagjává neveztetett ki.
A következő lapokban és folyóiratokban jelentek meg dolgozatai: Idők Tanúja (1860. 4. sz.), Katholikus Néplap (1860-64), Magyar Sion (1864), Magyar Állam (1876. 19-24. sz. 1884. 345. sz. Még néhány vonás dr. Kovács Pál életrajzához, 1895. 65. sz.), István bácsi Naptára (1876-78., 1882-84.), Győri Közlöny (1878., 1880.), Esztergomi Közlöny (1884. 41-51. sz., 1887. húsz számban, 1888-89), Nagyszombati Hetilap (1889. 35-49. sz.).
Álnevei: Zámolyi, melyet írói név gyanánt használt, így: Zámolyi Varga Mihály és Z. Varga Mihály; nevét Varghának is írta.

## Munkái
- Titkos értelmű rózsa,... Egyházi beszéd, melyet 1860. a hédervári vártemplom búcsú ünnepén mondott. Győr, 1860.
- Tóbiás a jámbor családfő. Pest, 1864. (Különnyomat a Kath. Néplapból).
- Egyházi beszéd, melyet a mélt. gróf Viczay-család hédervári sírbolt-templomának megáldási ünnepélye alkalmával 1864. Mária hava 3. mondott. Győr, 1864.
- A keresztény kath. család. Uo. 1868-69. Két kötet.
- Szájhősök. Humorisztikus életképek. Uo. 1879.
- A házi nevelés példákban előadva. A testi ápolás. Bpest, II. A lélek művelése. Bpest, 1879., 1882. Két kötet.
- Szent beszéd, melyet a győrrévfalusi temetőkereszt felavatása alkalmából mondott. Győr, 1881.
- Szent beszéd, melyet szent Adalbert püspök és vértanu napján az esztergomi főszékesegyházban tartott. Esztergom, 1892.
- Lurdi emlény. Imakönyv. Winterberg, 1887.
- A pogány humanismus és a keresztény szeretet. Ford. Esztergom, 1888.
- A sátoros czigány. Humorisztikus néprajz. Bpest, 1890. (Bőv. új kiadás. Pozsony, 1893.).
- A koldusvilág Magyarországon. Korrajz. Pozsony, (1890).
- Nefelejcsek a holt idény vitányairól. Humorisztikus karczolatok. Uo. 1891.
- A gálfalvi arisztokraták. Pozsony, 1896.
- Az öldöklő angyal Csejtén. (Báthory Erzsébet). Uo. 1897. (Különnyomat az Esztergomi Közlönyből).